# Lissonota temporalis
Lissonota temporalis là một loài tò vò trong họ Ichneumonidae.